# Elisa (chanteuse japonaise)
Pour les articles homonymes, voir Élisa.
Elisa (エリサ, Erisa, née le 14 avril 1989 dans la préfecture de Kanagawa) est une chanteuse et mannequin japonaise.

## Carrière
En 2007, Elisa est choisie parmi un concours de 3 000 participants à Elite Model Look pour devenir mannequin professionnelle. La même année, elle signe également un contrat avec Geneon Universal en tant que chanteuse. En octobre 2007, elle fait ses débuts avec son single Euphoric Field, qui est le générique d'ouverture du jeu vidéo Ef: A Fairy Tale of the Two.
En 2011, son agence annonce qu'elle suspend sa carrière en raison de la fatigue. Son concert prévu pour le 2 octobre de la même année au théâtre Tokyo Globe-za, ainsi que tous les autres concerts et événements prévus sont annulés, sa page Twitter est supprimée. Malgré sa pause, elle sort un album best-of le 20 juin 2012.
En janvier 2013, Elisa annonce qu'elle reprendra sa carrière de chanteuse avec son nouveau label, SME Records. Elle ouvre un nouveau compte Twitter. Elle sort un nouveau single, Shout my Heart, distribué avec le 12e volume du magazine LisAni.
En avril 2014, Elisa fait ses débuts aux États-Unis à Seattle, au Sakura-Con. Elle sort le single Millenario le 30 avril 2014 ; la chanson est le premier thème de fin de la série d'animation The Irregular at Magic High School. Elle sort le single Eonian le 12 novembre 2014 ; la chanson est le générique du film d'animation Expelled from Paradise.
Elisa sort le single Rain or Shine le 31 août 2016 ; la chanson est le générique de fin de la série d'animation 91 Days. Elle sort deux albums en 2016 : Anicro le 23 mars et Genetica le 30 novembre. Elisa rejoint le label Sacra Music en avril 2017. Elle sort en 2020 la chanson Hikari no Hoshi.
En septembre 2020, Elisa aurait été victime de harcèlement sexuel de la part de son manager. Elle met fin à son contrat.

## Discographie
Albums
- 2009 : White Pulsation
- 2010 : Rouge Adolescence
- 2011 : Lasei
- 2012 : Rainbow Pulsation: The Best of Elisa
- 2014 : 	As Life
- 2016 : Anichro
- 2016 : Genetica

## Source de la traduction
- (en) Cet article est partiellement ou en totalité issu de l’article de Wikipédia en anglais intitulé « Elisa (Japanese singer) » (voir la liste des auteurs).